# Линколн (Пенсилванија)
Линколн (енгл. Lincoln) град је у америчкој савезној држави Пенсилванија.

## Демографија
По попису из 2010. године број становника је 1.072, што је 146 (-12,0%) становника мање него 2000. године.
| Група             | 2000.         | 2010.         |
| Белци             | 1.194 (98,0%) | 1.052 (98,1%) |
| Афроамериканци    | 8 (0,7%)      | 7 (0,7%)      |
| Азијати           | 4 (0,3%)      | 4 (0,4%)      |
| Хиспаноамериканци | 9 (0,7%)      | 2 (0,2%)      |
| Укупно            | 1.218         | 1.072         |